# Байяр, Жан-Франсуа
Жан Франсуа Альфред Байяр (фр. Jean-François Alfred Bayard; 1796—1853) — французский драматург.

## Биография
Изучал в Париже право и готовился затем у одного адвоката к практике. Любовь к драматической литературе сделала ему ненавистной юриспруденцию, которой он предпочёл театр, но его первые пьесы имели незначительный успех, и только поставленный им в 1828 году на сцену водевиль «La reine de seize ans» (ставший любимой репертуарной пьесой) был встречен очень сочувственно. С тех пор Байяр посвятил себя исключительно драматическому творчеству, преимущественно водевилю, и написал, частью сам, частью со Скрибом, Мелесвилем, Дюмануаром, Вандербухом, Дювертом и др., в течение 20 лет для различных парижских театров 225 пьес, из которых лучшие обошли и иностранные сцены; кроме вышеназванной как лучшие можно назвать:
- «Le gamin de Paris» (1836)
- «La perle des maris»
- «Les deux font la paire»
- «Отец дебютантки» / Le pere de la debutante
- «Le vicomte de Letoriere»
- «Шевалье д’Эон», комедия в трёх актах с пением (совместно с Дюмануаром, «Театр варьете[фр.]» (1837)
- «Un menage parisien» (1837)
- «Les premieres armes de Richelieu» (1839)
- комическая опера «Дочь полка»
- «Les enfants de troupe» (1840)
- «Le mari a la campagne» (1844)
- «Madame de Cerigny» (1844)
- «Un chateau de cartes» (1847)
- «Un fils de famille» (1852)